# Parafia św. Antoniego z Padwy w Knurowie
Parafia św. Antoniego z Padwy – parafia rzymskokatolicka znajdująca się w Knurowie, w dzielnicy Krywałd. Jest jedną z mniejszych parafii Archidiecezji Katowickiej, należy do Dekanatu Knurów.

## Historia

### XX wiek

#### Początki i katastrofa
Budynek kościoła został wzniesiony w 1908 r. Historia tego miejsca jest niezwykła. Przez wiele lat dzięki pracy, zaangażowaniu, poświęceniu wielu osób dokonano tutaj niezwykłej przemiany. Po tragicznych eksplozjach, w których w latach 1920 -1921 tragicznie zginęło wielu robotników miejscowej prochowni, zakładową cechownię przekształcono w kaplicę, która obecnie stanowi kościół parafialny w Krywałdzie. 

#### Funkcjonowanie parafii
Od grudnia 1921 r. regularnie odprawiane były nabożeństwa, początkowo dwa razy w miesiącu. Od roku 1927 niedzielne Msze Święte przejęło duchowieństwo z kościoła świętego Wawrzyńca, później zaś świętych Cyryla i Metodego z Knurowa. W roku 1966 ks. Tadeusz Milik został rektorem stacji duszpasterskiej, którego zastąpił w 1974 roku ks. Marian Śliwiński. Samodzielna parafia p.w. świętego Antoniego Padewskiego w Krywałdzie została utworzona 6 marca 1981 roku dekretem ks. biskupa Herberta Bednorza. W 1986 roku duszpasterzem został ks. Stefan Gruszka, którego w 2003 roku zastąpił obecny proboszcz ks. Marek Kamieński.

### XXI wiek
6 czerwca 2009 roku została wprowadzona kopia średniowiecznej figury Pięknej Madonny z Knurowa. Uroczystej intronizacji i poświęcenia figury Matki Bożej dokonał ks. arcybiskup Damian Zimoń, ówczesny metropolita katowicki, nadając jej tytuł Matki Pięknej Miłości.

## Pozostałe obiekty
Na terenie parafii znajduje się również najstarszy obiekt sakralny na terenie Knurowa – kapliczka pw. świętej Barbary. Neogotycka kaplica została wzniesiona w 1887 roku z funduszy Pauliny Güttler, właścicielki miejscowej prochowni.